# نهر لوه
نهر لوه (الصينية : 洛河) هو أحد روافد النهر الأصفر في الصين. ينبع من الجزء الجنوب شرقي من البلاد من هوا شان في مقاطعة شنشى وتمر التدفقات في شرق خنان، حيث ينضم في نهاية المطاف إلى النهر الأصفر في مدينة غونغيي. اجمالي طول النهر هو 420 كيلومترا.
برغم من انة ليس نهرا كبيرا من جانب معظم المعايير، لكن يتسم باهمية أثرية كبيرة في وقت مبكر من تاريخ الصين. المدن الرئيسية أو المحافظات الواقعة على النهر تشمل وشي، Luoning، يييانغ، لويانغ، يانشي، وغونغيي. رافد لوه الرئيسي هو نهر يي، الذي ينضم اليه في يانشي.

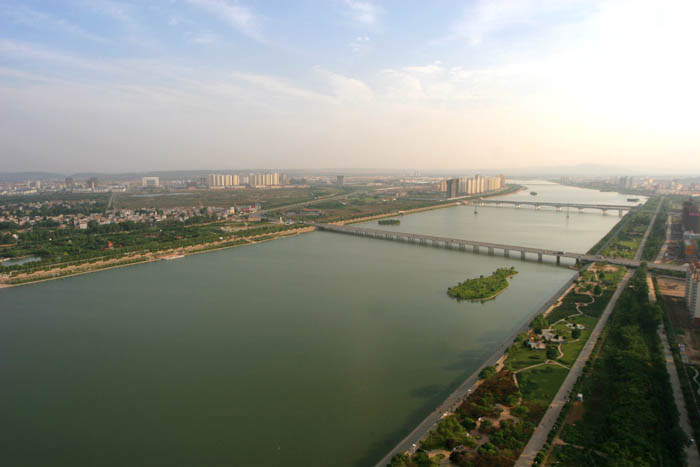
نهر لوه في الصين،القريب من حديقة لوبو

في عهد الممالك الثلاث، كتب تساو تشى قصيدة مشهورة لالهة نهر لوه تعبيرا غير مباشر عن حب عاشق متوفى (وفقا لبعض المزاعم، تشن لوه).